# 謝家集区
謝家集区（しゃかしゅう-く）は、中華人民共和国安徽省淮南市に位置する市轄区。

## 行政区画
- 街道:謝家集街道、蔡家崗街道、立新街道、謝三村街道、平山街道
- 鎮:望峰崗鎮、李郢孜鎮、唐山鎮、楊公鎮
- 郷:孫廟郷
- 民族郷:孤堆回族郷